# Farlington (Hampshire)
Farlington – dzielnica miasta Portsmouth w Anglii, w hrabstwie Hampshire, w dystrykcie Portsmouth. Leży 9 km od centrum miasta Portsmouth. W 1931 roku civil parish liczyła 5672 mieszkańców.

## Etymologia
Źródło:

Nazwa miejscowości na przestrzeni wieków:
- XI w. – Ferlingeton
- XVIII. – Farlington